# Lepidochrysops nevillei
Lepidochrysops nevillei är en fjärilsart som beskrevs av Bethune-Baker 1923. Lepidochrysops nevillei ingår i släktet Lepidochrysops och familjen juvelvingar. Inga underarter finns listade i Catalogue of Life.